# بترا كولينز
بترا كولينز هي مصورة كندية، ولدت في 21 ديسمبر 1992 في تورونتو في كندا.

## وصلات خارجية
- الموقع الرسمي